# Dystasia cambodgensis
Dystasia cambodgensis là một loài bọ cánh cứng trong họ Cerambycidae.